# Umeåi repülőtér
Az Umeåi repülőtér (IATA: UME, ICAO: ESNU) Svédország egyik nemzetközi repülőtere, amely Umeå közelében található. Éves utasforgalma 1 031 728 fő (2018).

## Futópályák
A repülőtér futópályái:
- 14/32 (2302 m, 45 m, aszfalt)

## Forgalom
Az utasforgalom az elmúlt években az alábbi módon változott:
| Utasok száma | 811 073 | 811 436 | 815 154 | 955 132 | 989 123 | 1 042 891 | 1 059 194 | 1 031 728 | 292 731 | 608 742 |
|              | 2005    | 2007    | 2009    | 2011    | 2013    | 2014      | 2016      | 2018      | 2020    | 2022    |